# Villicus
Villicus is de Latijnse naam voor een bestuurder van een landgoed in naam van de eigenaar. Het was in de Romeinse Tijd vaak een lijfeigene, of een vrijgemaakte slaaf, die opzichter was over de slaven die op het landgoed werkten. Hij moest ervaring hebben in de landbouw en kunnen boekhouden. De villicus vertegenwoordigde in rechte (de jure) en in het dagelijks bestuur (de facto) zijn heer.
In de middeleeuwen betekende villicus een vrije heer die de goederen van een erfelijke hoeve beheerde en maakte hij deel uit van de bovenste sociale laag van de boerenstand en soms van de lage adel.
Beheerders van landgoederen van een heer werden subvillicus genoemd en waren onvrij. Een subvillicus werkte samen met zijn knechten op het land en moest de opbrengsten afdragen aan zijn heer. Een deel kreeg de subvillicus terug voor zijn diensten.
De subvillicus kon van zijn ambt worden ontheven.

## Overige betekenissen
- Landvoogd
- Meier
- Schout (Schult(heiß)
- Huisman (Huesman)